# CAI - Compagnia Aerea Italiana
CAI - Compagnia Aeronautica Italiana S.p.A. (in precedenza Trattamenti Termici Solbiate S.r.l., Resco Uno S.r.l. e Compagnia Aerea Italiana S.r.l.) è una holding finanziaria italiana, attiva nel settore del trasporto aereo.
Dal 12 gennaio 2009 al 31 dicembre 2014 è stata diretta proprietaria di Alitalia, avendo acquisito gli asset operativi e il marchio da Alitalia–Linee Aeree Italiane S.p.A. in amministrazione straordinaria e contemporaneamente all'acquisto della compagnia aerea a basso costo Air One.
CAI, oltre a detenere il 15% delle quote di Atitech, tramite la società controllata MidCo S.p.A., ha posseduto il 51% del capitale Alitalia finché quest'ultima non è entrata in amministrazione straordinaria nel maggio 2017. Il restante 49% era posseduto da Etihad Airways.

## Storia

### Gli inizi tra siderurgico e tessile
L'azienda nacque il 12 marzo 1999, col nome di Trattamenti Termici Solbiate, specializzandosi nel settore di cui portava il nome, all'interno del centro siderurgico di Solbiate Arno, Provincia di Varese, Italia.
Il 29 giugno 2004 cambiò la propria denominazione in Resco Uno, congiuntamente a un riordino societario radicale che la specializzò nel commercio tessile.

### L'acquisto di Alitalia e Air One
Il 26 agosto 2008 l'azienda, divenuta di proprietà dell'istituto bancario Intesa Sanpaolo e di holding finanziarie strategiche nel palinsesto economico italiano, a seguito della cessione degli asset operativi, assunse la denominazione di Compagnia Aerea Italiana, nota anche con l'acronimo C.A.I., col programma di divenire erede della compagnia di bandiera italiana Alitalia, e della compagnia low cost Air One, in forte dissesto finanziario e prossima al fallimento.
In data 18 settembre 2008, l'Assemblea di C.A.I. aveva ritirato una prima offerta su Alitalia, ufficializzando formalmente il ritiro il 22 settembre. La società, tuttavia, non fu sciolta: in data 27 settembre 2008 si raggiunse un accordo fra C.A.I. e alcune sigle sindacali per la stesura dei contratti di lavoro.
Dopo aver in un primo tempo fissato l'inizio dell'attività al 15 ottobre 2008, la C.A.I. aveva differito il termine dapprima alla fine dello stesso mese e, in seguito, aveva nuovamente rinviato al 1º dicembre al fine di espletare gli adempimenti burocratici, normativi e contrattuali e per assicurare il reperimento di ulteriori fondi in ragione di 1 miliardo di euro, operazione resa potenzialmente delicata dalla crisi creditizia.
Il 3 ottobre 2008 l'ambasciata statunitense a Roma trasmise un messaggio cablogramma (pubblicato nel 2011 da WikiLeaks) in cui contestava l'acquisizione dell'azienda pubblica da parte di C.A.I., paragonandola negativamente ad altre vicende simili già accadute nel Paese, che, secondo il relatore "invece di favorire la concorrenza hanno creato dei monopoli de facto (in questo caso guidato da agenti vicini a Silvio Berlusconi), a svantaggio del Paese e dell'utenza".
Il 28 ottobre 2008 l'assemblea degli azionisti approvò la trasformazione della società da società a responsabilità limitata a società per azioni con una ricapitalizzazione da 1,1 miliardi di euro, elesse il consiglio di amministrazione ed adottò un nuovo statuto.
Il 12 dicembre la CAI acquisì Alitalia dal Gruppo Alitalia in amministrazione straordinaria per 1 052 milioni di euro di cui solo circa 300 furono effettivamente versati alla vecchia Alitalia, e le compagnie da essa controllate quali Alitalia Express, Volare (con i suoi marchi commerciali Volareweb e Air Europe) e acquisì in toto da AP Holding delle società Air One, Air One CityLiner, Air One Technic ed EAS - European Avia Service. Il 30 dicembre 2008 i soci CAI decisero di mutare, a partire dal 13 gennaio 2009, la denominazione societaria di Alitalia-Linee Aeree Italiane in Alitalia-Compagnia Aerea Italiana, con un vincolo sociale che impegnava i soci a restare nel capitale della nuova compagnia almeno fino al 2013 (vincolo che avrebbe potuto essere rotto dal 66% del consiglio d'amministrazione, come confermato dallo stesso ex ministro dell'economia Giulio Tremonti), salvo una precedente quotazione in Borsa.
Il 31 ottobre 2013 il Presidente Roberto Colaninno dichiarò che sia lui che tutto il consiglio di amministrazione avrebbero presentato le dimissioni una volta terminate le operazioni riguardanti l'aumento di capitale della compagnia e che non sarebbe più stato disponibile a ricoprire incarichi di vertice nella stessa.

### L'ingresso di Etihad e la nuova Alitalia-SAI
Nel novembre 2013 il governo italiano facilitò la ripresa dei colloqui tra Alitalia e Etihad Airways, grazie anche alla visita negli Emirati Arabi Uniti del consigliere del presidente del consiglio dei ministri italiano Enrico Letta Fabrizio Pagani e di alcuni azionisti di Alitalia, durante l'Abu Dhabi Air Show.
Il 19 dicembre 2013 Etihad Airways confermò ufficialmente le trattative in corso con Alitalia, menzionando un investimento di oltre 500 milioni di Euro attraverso il quale la società araba avrebbe acquisito la quota di maggioranza. L'attenzione degli addetti ai lavori si focalizzò sui conti della compagnia italiana e sul nuovo piano industriale presentato dall'amministratore delegato Del Torchio.
Dal 1º gennaio 2015 Alitalia-Compagnia Aerea Italiana S.p.A. diventa ufficialmente Alitalia-Società Aerea Italiana S.p.A., joint venture tra CAI, con una quota maggioritaria del 51% tramite MidCo S.p.A., ed Etihad Airways, con una quota minoritaria del 49%.

## Azionariato
Al 23 ottobre 2014 il capitale azionario della compagnia era così suddiviso:
- 20,59% - Intesa Sanpaolo S.p.A.
- 19,48% - Poste Italiane S.p.A.
- 12,99% - UniCredit S.p.A.
- 10,19% - Roberto Colaninno tramite Immsi S.p.A.
- 7,44% - Benetton tramite Atlantia S.p.A.
- 7,08% - Air France-KLM (azioni di categoria "B")
- 4,28% - Gruppo Riva tramite Riva Fire S.p.A.
- 3,90% - Antonio Percassi tramite Odissea S.r.L.
- 3,69% - Davide Maccagnani tramite Macca S.r.l.
- 2,67% - Pirelli & C. S.p.A.
- 0,75% - Marcegaglia S.p.A.
- 0,21% - Achille D'Avanzo tramite Solido Holding S.p.A.
- 6,73% - altri

## Partecipazioni
- MidCo: 100%
- Atitech: 15%